# Halothamnus beckettii
Halothamnus beckettii ist eine Pflanzenart aus der Gattung Halothamnus in der Familie der Fuchsschwanzgewächse (Amaranthaceae). Es ist die einzige Art der Sektion Pungentifolia, welche sich durch verholzte, stachelspitzige Blätter auszeichnet. Die Art kommt nur in Somalia vor.

## Beschreibung

### Vegetative Merkmale
Halothamnus beckettii wächst als stark verzweigter Halbstrauch und erreicht Wuchshöhen von nur 20 bis 40 Zentimeter. Die ganze Oberfläche der Pflanze erscheint von kleinen weißen Pusteln bedeckt. Die dicht stehenden, halbstielrunden Laubblätter mit konkaver Oberseite sind bei einer Länge von 11 mm schmal dreieckig und laufen am oberen Ende in eine knorpelige Stachelspitze aus. In den Blattachseln befinden sich dichte Büschel langer Kräuselhaare (Trichome). 

### Generative Merkmale
Die Blüten sind mit einer Länge von 7,5 bis 8,5 mm größer als bei den anderen Halothamnus-Arten. Die geflügelte Frucht besitzt einen Durchmesser von 11 bis 13 mm, ihre Flügel setzen im unteren Fünftel der Frucht an. Auf den Tepalenzipfeln steht der Mittelnerv deutlich hervor.

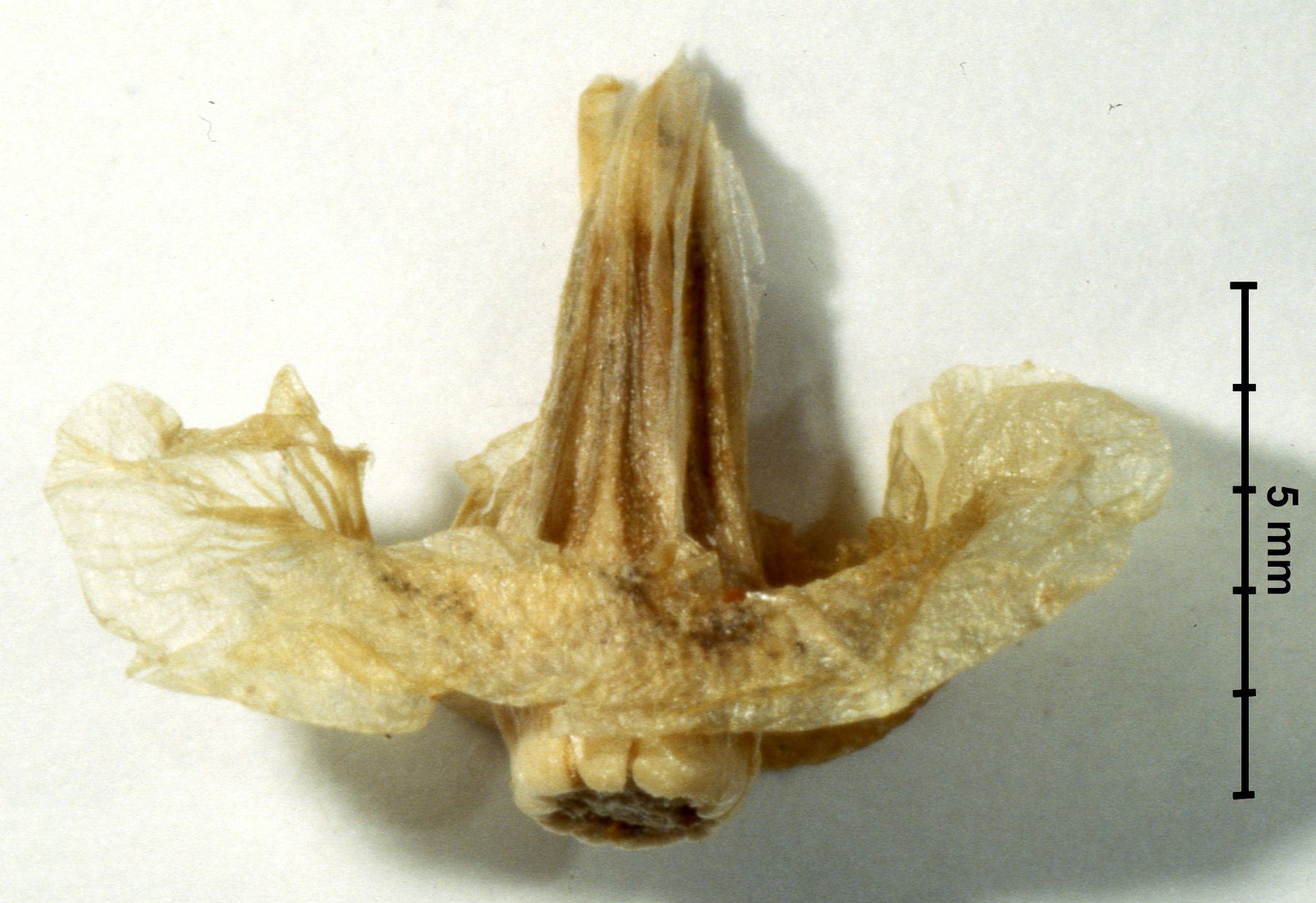
Frucht von Halothamnus beckettii, Seitenansicht

### Anatomische Merkmale
Einzigartig ist die Blatt-Anatomie von Halothamnus becketti: Die Blätter enthalten extrem viel verholztes Gewebe im Bereich der randlichen Leitbündel, unterhalb der Schicht von Kranz-Zellen.

## Vorkommen
Halothamnus beckettii ist in Somalia endemisch und kommt in trockenen Gebieten mit 100–200 mm Jahresniederschlag vor. Die Art ist selten und bislang nur von wenigen Fundorten bekannt. Dort wächst sie zerstreut zwischen Zwergsträuchern oder Gräsern, auf Plateaus und an Hängen bis zu einer Höhenlage von 700 Metern. 

## Taxonomie
Die Erstbeschreibung von Halothamnus beckettii Botsch. erfolgte 1982 durch Wiktor Petrowitsch Botschanzew. Der Artname bezieht sich auf den Sammler des Typusexemplars, J.J. Beckett. Die Art wurde in der Flora of Somalia (Band 1, 1993) akzeptiert.